# نیگران
نیگران (به اسپانیایی: Nigrán) یک شهرستان در اسپانیا است.

## خصوصیات
نیگران ۳۴٫۹ کیلومترمربع مساحت و ۱۷٬۴۰۷ نفر جمعیت دارد.